# Малайзия на летних Олимпийских играх 2024

## Квалификация
| № п/п | Вид спорта       | Мужчины        | Мужчины                | Женщины        | Женщины                | Всего          | Всего                  |
| № п/п | Вид спорта       | Завоевано квот | Количество спортсменов | Завоевано квот | Количество спортсменов | Завоевано квот | Количество спортсменов |
| ----- | ---------------- | -------------- | ---------------------- | -------------- | ---------------------- | -------------- | ---------------------- |
| 1     | Бадминтон        | 2              | 4                      | 2              | 4                      | 5              | 8                      |
| 2     | Велоспорт        | 4              | 2                      | 3              | 2                      | 7              | 4                      |
| 3     | Парусный спорт   | 1              | 1                      | 1              | 1                      | 2              | 2                      |
| 4     | Прыжки в воду    | 1              | 1                      |                |                        | 1              | 1                      |
| 5     | Стрельба         | 1              | 1                      |                |                        | 1              | 1                      |
| 6     | Стрельба из лука |                |                        | 1              | 1                      | 1              | 1                      |
| 7     | Тяжёлая атлетика | 1              | 1                      |                |                        | 1              | 1                      |
|       | ИТОГО            | 10             | 10                     | 7              | 8                      | 17             | 18                     |

## Медали
| Медаль | Спортсмен(ы) | Вид спорта | Дисциплина | Дата |
| ------ | ------------ | ---------- | ---------- | ---- |

| Вид спорта | 1 | 2 | 3 | Всего |

| Медали по датам | Медали по датам | Медали по датам | Медали по датам | Медали по датам | Медали по датам |
| --------------- | --------------- | --------------- | --------------- | --------------- | --------------- |
| Дата            | 1               | 2               | 3               | Всего           |                 |

## Состав команды
Бадминтон
1. Ли Цзы Цзя[англ.]
2. Аарон Чиа[англ.]
3. Со Вуи Йик[англ.]
4. Чэнь Танцзе[англ.]
5. Го Цзинь Вэй[англ.]
6. Пирли Тан[англ.]
7. Тинаа Муралитаран[англ.]
8. Ду Ивей[англ.]

Велоспорт
 Шоссейный велоспорт
1. Нур Айсия Мохамад Зубир[англ.]

 Трековый велоспорт
1. Азизульхасни Аванг
2. Мухаммад Шах Фирдауз[англ.]
3. Нурул Изза Иззати Мод Асри[англ.]

 Парусный спорт
1. Хайрулнизам Афенди[англ.]
2. Нур Шазрин Мод Латиф[англ.]

 Прыжки в воду
1. Бертран Родикт Лайсес[англ.]

 Стрельба
1. Джонатан Вонг[англ.]

 Стрельба из лука
1. Ариана Мохамад Заири[англ.]

 Тяжёлая атлетика
1. Бин Касдан Мохамад Аник[англ.]

## Бадминтон
Малайзия завоевала пять квот на участие в олимпийском турнире по бадминтону в соответствии с Олимпийским рейтингом BWF.
Мужчины
| Спортсмен            | Категория | Группы        | Группы        | Группы        | Группы | Выбывание     | Четвертьфиналы | Полуфиналы    | Финал / За 3 место | Финал / За 3 место |
| Спортсмен            | Категория | Соперник Счет | Соперник Счет | Соперник Счет | Место  | Соперник Счет | Соперник Счет  | Соперник Счет | Соперник Счет      | Место              |
| -------------------- | --------- | ------------- | ------------- | ------------- | ------ | ------------- | -------------- | ------------- | ------------------ | ------------------ |
| Ли Цзы Цзя           | Одиночный |               |               |               |        |               |                |               |                    |                    |
| Аарон Чиа Со Вуи Йик | Пары      |               |               |               |        | —             |                |               |                    |                    |

Женщины
| Спортсмен                   | Категория | Группы        | Группы        | Группы        | Группы | Выбывание     | Четвертьфиналы | Полуфиналы    | Финал / За 3 место | Финал / За 3 место |
| Спортсмен                   | Категория | Соперник Счет | Соперник Счет | Соперник Счет | Место  | Соперник Счет | Соперник Счет  | Соперник Счет | Соперник Счет      | Место              |
| --------------------------- | --------- | ------------- | ------------- | ------------- | ------ | ------------- | -------------- | ------------- | ------------------ | ------------------ |
| Го Цзинь Вэй                | Одиночный |               |               |               |        |               |                |               |                    |                    |
| Пирли Тан Тинаа Муралитаран | Пары      |               |               |               |        | —             |                |               |                    |                    |

Микст
| Спортсмен           | Категория | Группы        | Группы        | Группы        | Группы | Четвертьфиналы | Полуфиналы    | Финал / За 3 место | Финал / За 3 место |
| Спортсмен           | Категория | Соперник Счет | Соперник Счет | Соперник Счет | Место  | Соперник Счет  | Соперник Счет | Соперник Счет      | Место              |
| ------------------- | --------- | ------------- | ------------- | ------------- | ------ | -------------- | ------------- | ------------------ | ------------------ |
| Чэнь Танцзе Ду Ивей | Микст     |               |               |               |        |                |               |                    |                    |

## Велоспорт

### Шоссейные велогонки
Малайзия получила одно место в женской индивидуальной гонке на шоссе по результатам Чемпионата Азии по шоссейным велогонкам 2023 года в Районге, Таиланд.
Женщины
| Спортсмен               | Дисциплина      | Время | Место |
| ----------------------- | --------------- | ----- | ----- |
| Нур Айсия Мохамад Зубир | Групповая гонка |       |       |

### Велотрек
Малайзия завоевала в соответствии с олимпийским рейтингом UCI два места в мужских и одно место в женских спринтерских дисциплинах.
Спринт
| Спортсмен                  | Дисциплина | Квалификация | Квалификация | Раунд 1        | Утеш. 1        | Раунд 2        | Утеш 2         | Раунд 3        | Утеш. 3        | Четвертьфиналы | Полуфиналы     | Финал / За 3 место | Финал / За 3 место |
| Спортсмен                  | Дисциплина | Время        | Место        | Соперник Время | Соперник Время | Соперник Время | Соперник Время | Соперник Время | Соперник Время | Соперник Время | Соперник Время | Соперник Время     | Место              |
| -------------------------- | ---------- | ------------ | ------------ | -------------- | -------------- | -------------- | -------------- | -------------- | -------------- | -------------- | -------------- | ------------------ | ------------------ |
| Азизульхасни Аванг         | Мужчины    |              |              |                |                |                |                |                |                |                |                |                    |                    |
| Мухаммад Шах Фирдауз       | Мужчины    |              |              |                |                |                |                |                |                |                |                |                    |                    |
| Нурул Изза Иззати Мод Асри | Женщины    |              |              |                |                |                |                |                |                |                |                |                    |                    |

Кейрин
| Спортсмен                  | Дисциплина | Раунд 1 | Утеш. | Четвертьфиналы | Полуфиналы | Финал |
| Спортсмен                  | Дисциплина | Место   | Место | Место          | Место      | Место |
| -------------------------- | ---------- | ------- | ----- | -------------- | ---------- | ----- |
| Азизульхасни Аванг         | Мужчины    |         |       |                |            |       |
| Мухаммад Шах Фирдауз       | Мужчины    |         |       |                |            |       |
| Нурул Изза Иззати Мод Асри | Женщины    |         |       |                |            |       |

## Парусный спорт
Малайзия завоевала право выставить по одной лодке (яхте) в нижеследующих классах судов по результатам Азиатских игр 2022 года в Нинбо, Китай и регаты «Последний шанс» 2024 года в Йере, Франция.
Медальные гонки
| Спортсмен            | Дисциплина     | Гонка | Гонка | Гонка | Гонка | Гонка | Гонка | Гонка | Гонка | Гонка | Гонка | Гонка | Гонка | Гонка | Гонка | Гонка | Гонка | Баллы | Место |
| Спортсмен            | Дисциплина     | 1     | 2     | 3     | 4     | 5     | 6     | 7     | 8     | 9     | 10    | 11    | 12    | 13    | 14    | 15    | M*    | Баллы | Место |
| -------------------- | -------------- | ----- | ----- | ----- | ----- | ----- | ----- | ----- | ----- | ----- | ----- | ----- | ----- | ----- | ----- | ----- | ----- | ----- | ----- |
| Хайрулнизам Афенди   | Мужчины ILCA 7 |       |       |       |       |       |       |       |       |       |       | —     | —     | —     | —     | —     |       |       |       |
| Нур Шазрин Мод Латиф | Женщины ILCA 6 |       |       |       |       |       |       |       |       |       |       | —     | —     | —     | —     | —     |       |       |       |

## Прыжки в воду
Малайзия завоевала одно место в олимпийские соревнования мужчин на 10-метровой вышке на Чемпионате мира по водным видам спорта 2023 года в Фукуоке, Япония.
| Спортсмен             | Дисциплина                | Квалификация | Квалификация | Полуфинал | Полуфинал | Финал | Финал |
| Спортсмен             | Дисциплина                | Баллы        | Место        | Баллы     | Место     | Баллы | Место |
| --------------------- | ------------------------- | ------------ | ------------ | --------- | --------- | ----- | ----- |
| Бертран Родикт Лайсес | Мужчины 10-метровая вышка |              |              |           |           |       |       |

## Стрельба
Малайзия завоевала одно место в олимпийском турнире стрелков по результатам чемпионата Азии по стрельбе 2023 года в Чханвоне, Корея.
Мужчины
| Спортсмен     | Дисциплина                         | Квалификация | Квалификация | Полуфинал | Полуфинал | Финал | Финал |
| Спортсмен     | Дисциплина                         | Баллы        | Место        | Баллы     | Место     | Баллы | Место |
| ------------- | ---------------------------------- | ------------ | ------------ | --------- | --------- | ----- | ----- |
| Джонатан Вонг | Пневматический пистолет, 10 метров |              |              |           |           |       |       |

## Стрельба из лука
Малайзия завоевала одно мест в женском личном олимпийском турнирах лучников по результатам Азиатского квалификационного турнира в Бангкоке, Таиланд.
| Спортсмен            | Дисциплина                        | Предварительный раунд | Предварительный раунд | 1/64          | 1/32          | 1/16          | Четвертьфиналы | Полуфиналы    | Финал / За 3 место | Финал / За 3 место |
| Спортсмен            | Дисциплина                        | Результат             | Посев                 | Соперник Счет | Соперник Счет | Соперник Счет | Соперник Счет  | Соперник Счет | Соперник Счет      | Место              |
| -------------------- | --------------------------------- | --------------------- | --------------------- | ------------- | ------------- | ------------- | -------------- | ------------- | ------------------ | ------------------ |
| Ариана Мохамад Заири | Женщины индивидуальное первенство |                       |                       | 0             |               |               |                |               |                    |                    |

## Тяжёлая атлетика
Малайзия получила одно место в мужских соревнованиях в соответствии с олимпийским рейтингом IWF.
| Спортсмен               | Категория        | Рывок     | Рывок | Толчок    | Толчок | Всего | Место |
| Спортсмен               | Категория        | Результат | Место | Результат | Место  | Всего | Место |
| ----------------------- | ---------------- | --------- | ----- | --------- | ------ | ----- | ----- |
| Бин Касдан Мохамад Аник | Мужчины до 61 кг |           |       |           |        |       |       |